# 6131 Towen
6131 Towen (1990 OO3) là một tiểu hành tinh vành đai chính được phát hiện ngày 27 tháng 7 năm 1990 bởi H. E. Holt ở Palomar.